# Chthonos
Chthonos is een spinnengeslacht uit de familie Parapluspinnen (Theridiosomatidae).

## Soorten
- Chthonos pectorosa (O. P.-Cambridge, 1882)
- Chthonos peruana (Keyserling, 1886)
- Chthonos quinquemucronata (Simon, 1893)
- Chthonos tuberosa (Keyserling, 1886)